# Paul Christoph Mangelsdorf
Paul Christoph Mangelsdorf (Atchison, 20 luglio 1899 – 22 luglio 1989) è stato un agronomo e botanico statunitense, conosciuto per i suoi studi sulla genetica del mais.

## Biografia
Il padre, commerciante di sementi, e la madre, appassionata delle piante, erano entrambi di origine tedesca. Studiò alla Kansas State University e si specializzò (Ph.D.) presso l'Università Harvard nel 1925.
Difese la teoria della derivazione del mais da un progenitore silvestre che si sarebbe ibridizzato con il Tripsacum (erba silvestre) per formare il mais moderno, senza che il teosinte (l'altro sottogenere del genere Zea) intervenisse nella sua formazione iniziale (teoria tripartita). Questa teoria, tuttora disputata, è stata refutata da George Wells Beadle, che sostenne la derivazione del mais dal teosinte. Il ruolo del Tripsacum è stato rifiutato dagli studi genetici più recenti. 